# Hilde Coppi

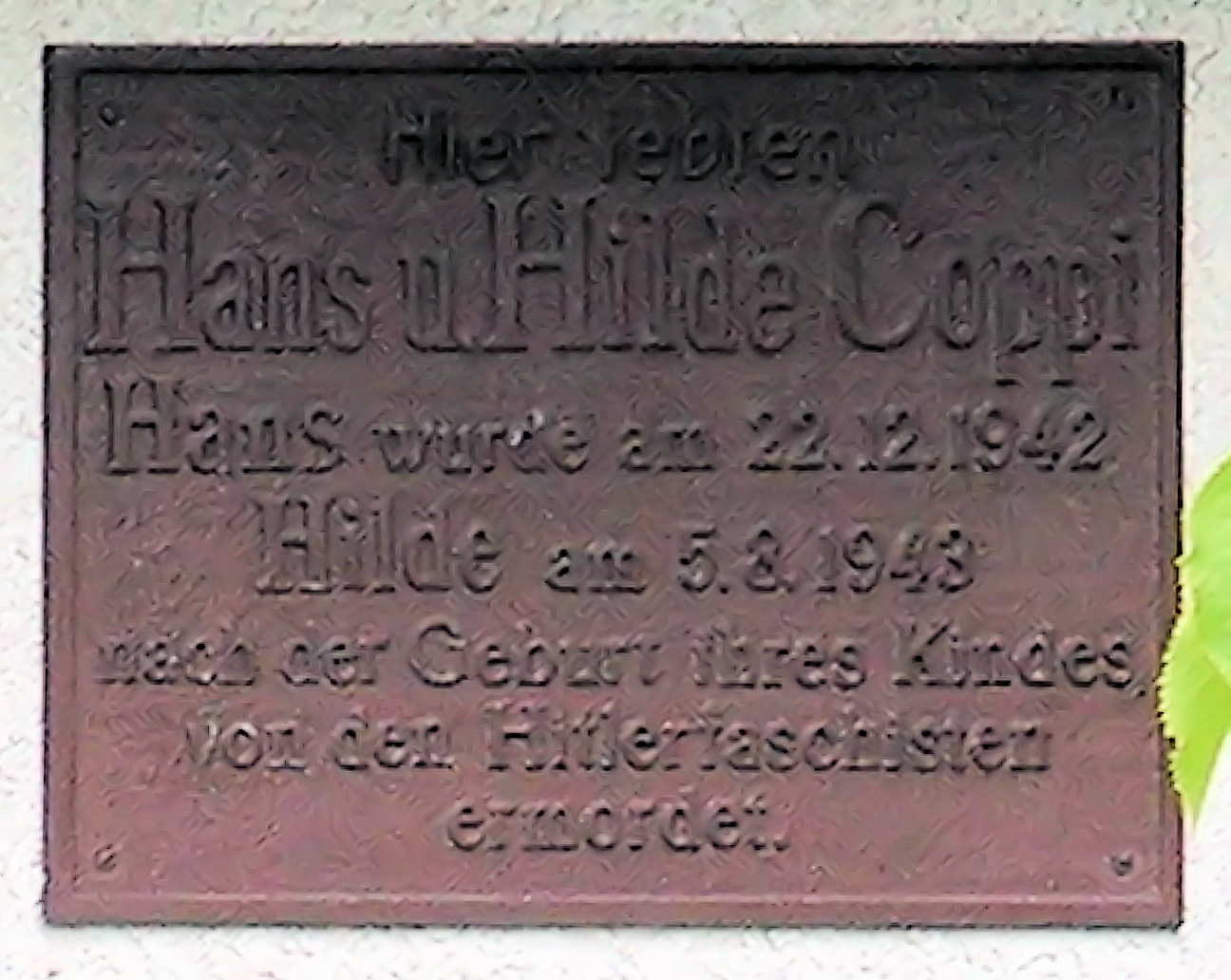
Gedenktafel in Berlin-Tegel, Seidelstrasse 20, Parzelle 107.

Hilde Coppi geboren als Betti Gertrud Käthe Hilda Rake (Berlijn, 30 mei 1909 - aldaar, 5 augustus 1943) was een Duitse verzetsstrijdster tijdens het nationaalsocialisme. Ze behoorde samen met haar man Hans Coppi tot de verzetsgroep Rote Kapelle. 

## Biografie
Hilde Rake werd geboren in Berlijn en groeide op in de wijk Berlin-Mitte. Haar moeder had een winkel in lederwaren. Na haar schoolopleiding werkte ze het grootste deel van de jaren 1930 als spreekuurhulp bij huisartsen. Daarna werkte ze als behandelaar schade-aangiftes bij een verzekeringsmaatschappij, de Reichsversicherungsanstalt für Angestellte. In 1939 leerde ze haar man Hans Coppi kennen. Deze was in 1932 lid geworden van de Communistische Jeugdorganisatie en had in 1934 al een jaar in de gevangenis gezeten wegens het schrijven en verspreiden van vlugschriften. In één daarvan, voorafgaand aan de Duitse Rijksdagverkiezingen van november 1933, had hij met enkele anderen een aanplakbiljet gemaakt dat eindigde met de woorden: "Und Euch zu wählen ist ein Gräuel" (En op jullie te stemmen is een gruwel). De eerste contacten van Hilde met leden van de Communistische Partij van Duitsland dateerden uit 1933.
Hans en Hilde trouwden op 14 juni 1941. Ze verborgen slachtoffers van het naziregime en Hilde luisterde naar uitzendingen van Radio Moskou om de daaruit verkregen informatie met de Rote Kapelle en andere verzetsgroepen te delen. Ook gaf ze via die zender gedane radiogroeten van Duitse krijgsgevangenen door aan hun familieleden, om hen te laten weten dat ze nog in leven waren. Dat was van belang, omdat volgens de Nazi-propaganda, de Sovjets geen Duitse soldaten krijgsgevangen namen, maar direct doodschoten. Verder hielden Hilde en Hans zich bezig met het verspreiden van vlugschriften en stickers en organiseerden zij een netwerk om onderduikers te laten rouleren over verschillende adressen. Een bekend geworden stickeractie richtte zich tegen de anti-Sovjettentoonstelling „Das Sowjet-Paradies“. Ze lieten verder een radiozender uit Moskou komen met het oogmerk informatie over Nazi-Duitsland naar de Sovjet-Unie te kunnen zenden. Daarvoor bleek de zender echter niet krachtig genoeg. 
Hilde Coppi en haar man werden op 12 september 1942 gearresteerd, samen met de ouders van Hans, zijn broer en de moeder van Hilde. Op dat moment was Hilde ruim zes maanden zwanger. Haar zoon Hans Coppi jr. werd op 27 november geboren in de Berlijnse vrouwengevangenis Barnimstrasse. Hans Coppi sr. werd ter dood veroordeeld, het vonnis werd voltrokken op 22 december 1942 wat voor Hilde geheim werd gehouden. Hilde werd op 20 januari 1943 ter dood veroordeeld, maar het vonnis werd voorlopig uitgesteld om haar baby te kunnen voeden. Een gratieverzoek werd in juli 1943 door Adolf Hitler afgewezen. Op 5 augustus 1943 werd in de Plötzensee (gevangenis) het vonnis voltrokken met de valbijl. Op dezelfde avond werden nog 12 vrouwen, van wie enkelen ook (zeer) kleine kinderen hadden en drie mannen geëxecuteerd. Zoon Hans jr. was reeds op 2 augustus opgehaald en werd daarna door de inmiddels vrijgekomen moeder van Hilde opgevoed. Hij werd later econoom en historicus en promoveerde in 1992 aan de Technische Universiteit Berlijn op een proefschrift over de verzetsstrijder Harro Schulze-Boysen.
Nadat de doodstraf was uitgesproken, drukte Hilde haar wanhoop uit in een brief aan haar moeder: 

Du wirst dir denken können, dass ich keine schönen Stunden hinter mir habe. Ein Glück, dass das kleine Hänschen noch bei mir ist, in seinem Interesse  muss ich mich sehr zusammennehmen. Ach, Mama, der Gedanke an die Trennung von meinem Kinde will mich fast verzweifeln lassen. Ich glaube für eine Mutter kann es keine größere Strafe geben, als sie von ihrem Kind zu trennen. 
-- Je kunt je voorstellen dat ik geen goede uren heb gehad. Het is een geluk dat de kleine jongen nog steeds bij me is, in zijn belang moet ik mezelf herpakken. Ach mama, de gedachte om van mijn kind te scheiden, maakt me bijna wanhopig. Ik geloof dat er geen grotere straf voor een moeder kan zijn dan haar te scheiden van haar kind.

## Aandenken

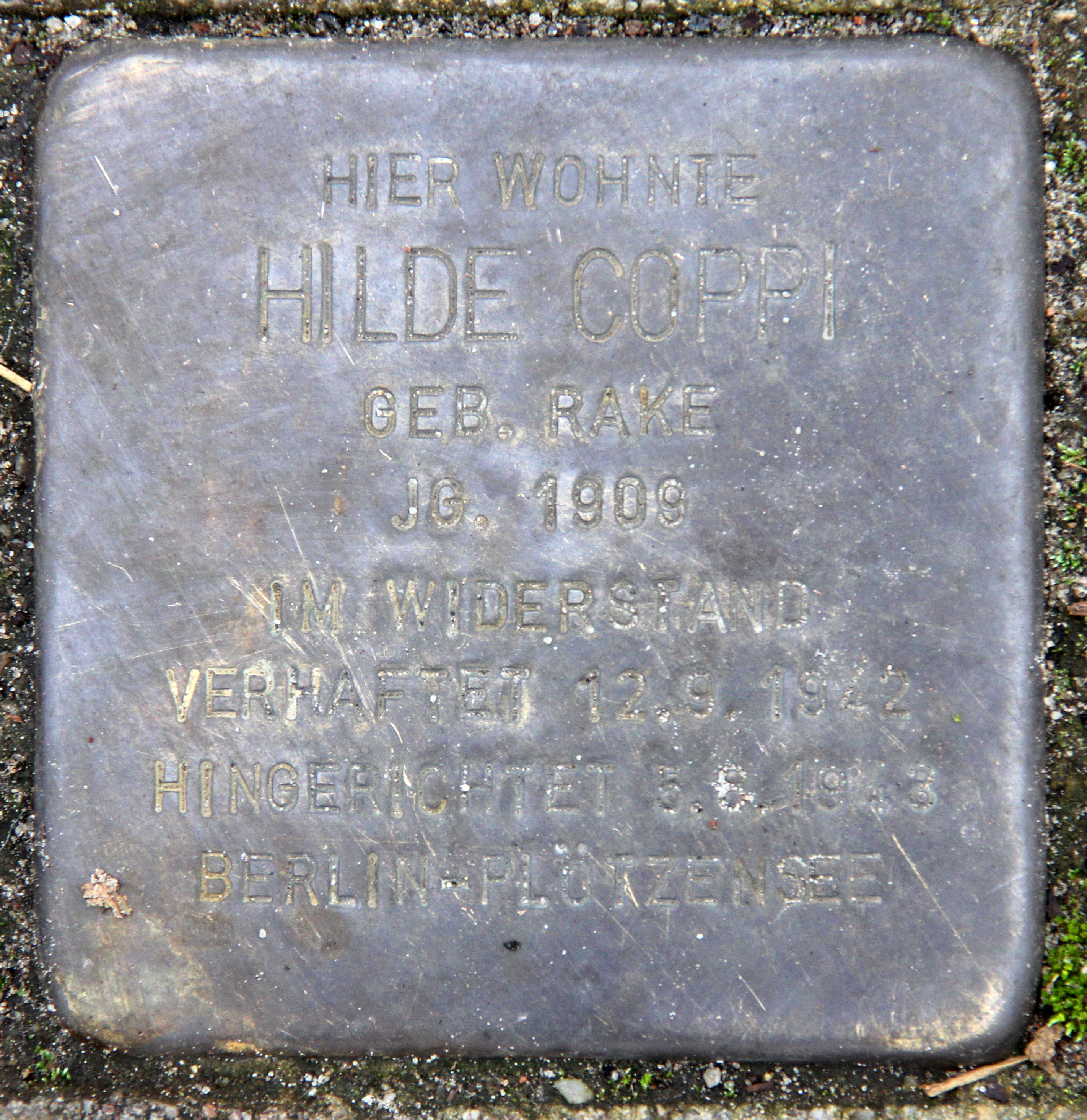
Stolperstein

- In een aantal Duitse gemeenten zijn wegen en straten naar haar vernoemd.
- In het stadsdeel Berlin-Tegel werd bij het volkstuincomplex „Am Waldessaum“ (Seidelstrasse 20) een Stolperstein gelegd. Een plaquette is aangebracht bij het voormalig woonhuis (Weg 5, Parzelle 107).
- Het Hans-und-Hilde-Coppi-Gymnasium in Berlijn-Karlshorst is naar het echtpaar genoemd.
- Peter Weiss schreef een literair aandenken met zijn roman Die Ästhetik des Widerstands (1975–1981).

## Film
In februari 2024 ging de film In Liebe, Eure Hilde in première, die handelt over Hilde Coppi en de verzetsgroep.